# David Hazzard
David Hazzard, född 18 maj 1781 i Sussex County i Delaware, död 8 juli 1864 i Sussex County i Delaware, var en amerikansk politiker. Han var Delawares guvernör 1830–1833.
Hazzard efterträdde 1830 Charles Polk som guvernör och efterträddes 1833 av Caleb P. Bennett.